# 蟹沢浄水場
蟹沢浄水場（かにさわじょうすいじょう）は、青森県八戸市大字妙字犬森28-1にある八戸圏域水道企業団の浄水場。
蟹沢浄水場は、青森県八戸市を中心に水道水を供給している浄水場である。蟹沢地区の湧水を水源としている。「がんじゃの水」という愛称で地域住民に親しまれている。